# Caphornia flavicosta
Caphornia flavicosta är en fjärilsart som beskrevs av Hans Daniel Johan Wallengren 1860. Caphornia flavicosta ingår i släktet Caphornia och familjen nattflyn. Inga underarter finns listade i Catalogue of Life.